# Georg Ludwig von Etzdorff

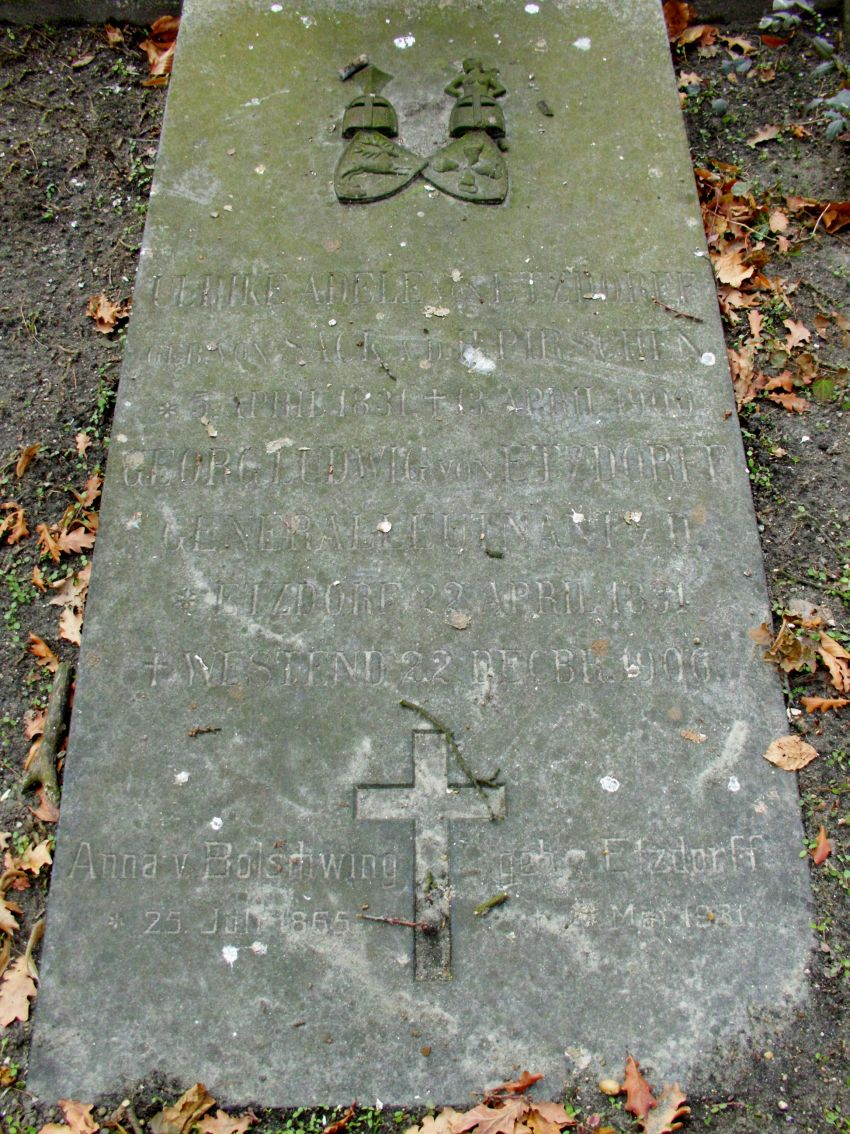
Grab der Familie auf dem Invalidenfriedhof

Georg Ludwig von Etzdorff (* 22. April 1831 in Etzdorf (Kreis Sachsen-Altenburg); † 22. Dezember 1906 in Berlin-Charlottenburg) war sachsen-altenburgischer Hauptmann, später königlich preußischer Generalleutnant und zuletzt Kommandeur der 17. Infanteriebrigade.

## Herkunft
Seine Eltern waren der Rittmeister a. D. und Herr auf Etzdorf Ludwig Erasmus von Etzdorff (* 4. Dezember 1769; † 11. März 1846) und dessen Ehefrau Friederike Wilhelmine Braun (* 24. Dezember 1802; † 7. Dezember 1877).

## Leben
Er erhielt seine Schulbildung auf dem Lyzeum in Eisenberg und dem Gymnasium in Altenburg. Nach seinem Abschluss ging er am 6. Mai 1848 als Musketier in das sachsen-altenburgische Linienbataillon und wurde dort am 9. Oktober 1848 zum Unteroffizier ernannt. Während des ersten schleswigschen Krieges kämpfte er 1849 im Gefecht bei Atzbüll. Er wurde am 6. Juni 1849 zum Portepeefähnrich, am 29. Juli 1850 zum Leutnant und am 8. Dezember 1856 zum Oberleutnant befördert. Vom 1. Juni bis zum 31. Juli 1857 wurde er in die preußische Garde-Pionierabteilung abkommandiert. Am 9. Dezember 1863 wurde er dann zum Hauptmann und Kompaniechef ernannt. Als solcher nahm er am Deutschen Krieg teil.
Nach dem Krieg kam es zu einer Militärkonvention zwischen Preußen und Sachsen-Altenburg. Am 25. September 1867 wechselte Etzdorff daher in die preußische Armee und kam als Kompaniechef in das 33. Infanterieregiment. Als solcher nahm er am Deutsch-Französischen Krieg teil. Vom 19. Oktober 1870 bis zum 30. September 1871 war er Kommandeur des I. Bataillons. In der Schlacht bei Gravelotte wurde er durch einen Schuss durch den rechten Oberarm und durch die Brust schwer verletzt. Dafür erhielt er am 18. August 1870 das Eiserne Kreuz 2. Klasse.
Nach dem Krieg wurde er am 13. April 1872 zum Major befördert und am 19. März 1873 wieder Kommandeur des I. Bataillons. Am 18. April 1878 stieg er dort zum Oberstleutnant auf. Anschließend wurde er am 15. April 1882 mit der Führung des Grenadierregiments Nr. 1 beauftragt, dazu wurde er a la suite des Regiments gestellt. Am 13. September 1882 zum Oberst befördert, wurde er am 13. März 1883 als Regimentskommandeur bestätigt. Am 4. Juni 1885 erhielt er dort den Kronen-Orden 2. Klasse. Am 14. Februar 1888 zum Generalmajor befördert, kam er zeitgleich als Kommandeur in die 17. Infanteriebrigade. Er wurde am 24. März 1890 mit dem Charakter als Generalleutnant und einer Pension zur Disposition gestellt. Noch am 20. September 1890 bekam er den Roten Adlerorden 2. Klasse mit Eichenlaub.
Er starb am 22. Dezember 1906 in Berlin-Charlottenburg an einer Lungenentzündung und wurde am 27. Dezember 1906 auf dem Invalidenfriedhof beigesetzt.
Der General der Infanterie von Kleist schrieb in seiner Beurteilung: „Oberst von Etzdorff hat sich auch im vergangenen Jahr als sicherer Truppenführer bewährt, ebenso als Leiter des Offizierskorps. Das Regiment ist im äußeren Dienst in guter Verfassung, im inneren und in der Straßendisziplin hat es sich wesentlich gehoben. Er ist ein sehr entgegenkommender Untergebener, der keine Schwierigkeiten kennt, ein wohlwollender Vorgesetzter, der jedem seine Selbstständigkeit läßt. Die sehr gute Haltung des Offizierkorps erleichtert ihm seinen Erfolg. Zum Brigadekommandeur geeignet.“

## Familie
Etzdorff heiratete am 21. Mai 1861 in Altenburg Charlotte Ulrike Adele von Sack (* 5. April 1831; † 13. April 1900), sie wurde am 17. April 1900 auf dem Invalidenfriedhof beigesetzt. Das Paar hatte eine Tochter namens Anna Charlotte Friederike Pauline Marie Elise (* 25. Juli 1865; † 21. Mai 1931) verheiratete von Bolschwing.